# Karin Altori
Karin Altori (hebräisch קארין אלטורי; * 6. Juli 2006) ist eine israelische Tennisspielerin.

## Karriere
Altori spielt bislang vor allem Turniere auf der ITF Junior Tour und der ITF Women’s World Tennis Tour, wo sie bislang aber noch keinen Titel gewann.
2022 erhielt sie eine Wildcard für das Hauptfeld im Dameneinzel und Damendoppel der mit 60.000 US-Dollar dotierten Meitar Open. Sie verlor in der ersten Runde gegen Raluca Șerban mit 0:6 und 2:6, im Damendoppel verlor sie an der Seite von Liam Oved gegen die topgesetzte Paarung Emily Appleton und Weronika Falkowska mit 3:6 und 0:6.
2024 bestritt sie ihre ersten Spiele für die Israelische Billie-Jean-King-Cup-Mannschaft, wo sie im April 2024 ein Einzel und zwei Doppel bestritt. Das Einzel verlor sie während sie die beiden Doppel zusammen mit Alian Zack gegen Georgien und Mazedonien.

### College Tennis
Seit 2024 spielt sie für das Damentennisteam der Sun Devils der Arizona State University.